# Кливио
Кливио (итал. Clivio) — коммуна в Италии, располагается в провинции Варесе области Ломбардия.
Население составляет 1963 человека, плотность населения составляет 982 чел./км². Занимает площадь 2 км². Почтовый индекс — 21050. Телефонный код — 0332.
Покровителями коммуны почитаются святые апостолы Пётр и Павел, празднование 29 июня.